# كريس هولت (لاعب كرة قاعدة)
كريس هولت (بالإنجليزية: Chris Holt)‏ هو لاعب كرة قاعدة أمريكي، ولد في 18 سبتمبر 1971 في دالاس في الولايات المتحدة.

## وصلات خارجية
- كريس هولت على موقع الدوري الياباني لكرة القاعدة (الإنجليزية)
- كريس هولت على موقعبيزبول رفرنس.كوم (الدوري الرئيسي) (الإنجليزية)
- كريس هولت على موقعبيزبول رفرنس.كوم (الدوري الثانوي) (الإنجليزية)
- كريس هولت على موقع إي إس بي إن.كوم (أم.أل.بي) (الإنجليزية)
- كريس هولت على موقع مشجعي الرسوم البيانية (الإنجليزية)